# Cephalosphaera collarti
Cephalosphaera collarti är en tvåvingeart som först beskrevs av Hardy 1952.  Cephalosphaera collarti ingår i släktet Cephalosphaera och familjen ögonflugor.
Artens utbredningsområde är Kongo. Inga underarter finns listade i Catalogue of Life.